# Exact Audio Copy
Exact Audio Copy, w skrócie EAC – własnościowy program komputerowy służący do nagrywania i kopiowania (ripowania) zawartości płyt CD audio na dysk twardy komputera, przeznaczony dla systemu Microsoft Windows. Jest ceniony za tworzenie wiernych kopii.